# Chandi Prasad Bhatt

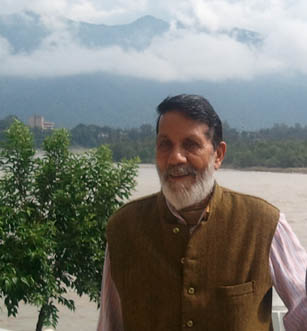
Chandi Prasad Bhatt (2011)

Chandi Prasad Bhatt (Hindi चंडीप्रसाद भट्ट; geb. 23. Juni 1934 in Gopeshwar) ist ein indischer Umweltschützer und Sozialaktivist, der 1964 in Gopeshwar die Dasholi Gram Swarajya Sangh (DGSS) gründete, die er später in die Chipko-Bewegung einbrachte. Er ist bekannt für seine Arbeiten über subalterne soziale Ökologie und gilt als einer der ersten modernen Umweltschützer Indiens.

## Frühes Leben
Chandi Prasad Bhatt wurde 1934 in Gopeshwar im Chamoli-Distrikt des nordindischen Bundesstaates Uttarakhand geboren. Seine Eltern Ganga Ram Bhatt und Maheshi Devi Thapliyal waren Brahmanen. Sein Vater war wie seine Vorfahren Priester des Rudranath-Tempels in Gopeshwar, einem der Panch Kedar, den fünf Shiva geweihten Tempeln im Himalaya, war daneben aber noch als Landwirt  tätig. Er starb, als Chandi Prasad noch ein Säugling war. und seine Mutter musste ihre Kinder alleine großziehen. Bhatt besuchte Schulen in Rudraprayag und Pauri, erwarb aber keinen Schulabschluss.

## Karriere
In den überbevölkerten Bergen waren das Ackerland und damit auch die Arbeitsplätze rar. Chandi Prasad unterrichtete ein Jahr lang Kinder in Kunst, um seine Mutter zu unterstützen, bevor er schließlich gezwungen war, ins Flachland zu gehen. Er arbeitete bei Transportunternehmen Garhwal Motor Owners Union (GMOU) als Buchhalter und wurde an verschiedenen Orten wie Rishikesh, Pipalkoti und Karnaprayag eingesetzt.
1956 lernte Bhatt den ehemaligen Unabhängigkeitsaktivisten und sozialistischen Politiker Jayaprakash Narayan kennen und engagierte sich in der Folge in der Sarvodaya-Bewegung und der Bhoodan-Bewegung, für das Konzept des Gramdan [dt.: geschenktes Dorf], das freiwillige Schenkungen in private Landlose oder Gemeinschaftsbesitz überführt, sowie in der Organisation von Dörfern für die wirtschaftliche Entwicklung und im Kampf gegen den Alkoholmissbrauch in ganz Uttarakhand.
Im Jahr 1960 gab Bhatt seine Stelle bei GMOU auf, um sich ganz seinen Sarvodaya-Aktivitäten zu widmen. 1964 gründete er die Dasholi Gram Swarajya Mandal [Gesellschaft für dörfliche Selbstverwaltung], um Dorfbewohner in Gopeshwar zu organisieren mit dem Ziel, in der wohnortnah in der Waldwirtschaft, bei der Herstellung von Holzprodukten und beim Sammeln und Vermarkten von Kräutern für die ayurvedische Medizin Arbeit finden.
Um die legitimen Rechte der Dorfbewohner an Bäumen und Forsterzeugnissen zugunsten fremder kommerzieller Interessen zu stärken, mobilisierte Bhatt 1973 die Dorfbewohner in der Chipko Andolan [dt.: Umarmt die Bäume-Bewegung]. Die Frauen, die üblicherweise regelmäßig mehrere Kilometer in den Wald gehen mussten, um Brennmaterial und Futter zu sammeln und auf dem Rücken nach Hause zu tragen, übernahmen die Führung. Getreu der gewaltfreien Philosophie der Bewegung umarmten diese Frauen die Bäume, um deren Abholzung zu verhindern. In „Öko-Entwicklungscamps“ kamen die Dorfbewohner zusammen, um ihre Bedürfnisse im Zusammenhang mit dem ökologischen Gleichgewicht des Waldes zu diskutieren. Sie stabilisierten Hänge durch den Bau von Steinmauern und pflanzten Bäume, die sie in ihren eigenen Dorfbaumschulen gezogen hatten. Während weniger als ein Drittel der von den staatlichen Förstern gesetzten Bäume überlebten, wuchsen bis zu 88 Prozent der von den Dorfbewohnern gepflanzten Bäume.
Im Jahr 1974 führten Bhatt und seine Mitstreiter auch eine Kampagne zur Rettung des kulturellen und archäologischen Erbes des Badrinath-Tempels durch.
Bhatt und seine Organisation wurden von einer Reihe von Wissenschaftlern, Beamten und Studenten unterstützt. Es blieb jedoch im Wesentlichen eine einheimische Bewegung von Bergdorfbewohnern. Auch wenn Bhatt als Sprecher von Chipko an Versammlungen in Flachlandindien und im Ausland teilnahm, blieb er ein Mann seiner Gemeinschaft. Er und seine Frau leben weiterhin das einfache Leben ihrer Nachbarn im Himalaya. 2003 wurde er zum Mitglied der Nationalen Forstkommission ernannt, die alle bestehenden politischen und rechtlichen Rahmenbedingungen für die Waldbewirtschaftung überprüfte und der Regierung 2005 ihren Bericht vorlegte.

## Publikationen (Auswahl)
- Gentle Resistance: The Autobiography of Chandi Prasad Bhatt, Permanent Black, 2023, ISBN 978-81-7824-668-0
- Gudgudi ek samajik karyakarta ki jeewangatha [Gudgudi – Biographie eines Sozialarbeiters], Setu Prakashan Pvt. Ltd., 2021, ISBN 978-93-9127748-2
- Parvat Parvat Basti Basti Ek Samajik Karyakarta Ki Chuninda Yatrayain [Parvat Basti – Ausgewählte Reisen eines Sozialarbeiters], Publisher NBT India 2023, ISBN 978-81-237-6008-7
- Pratikar Ke Ankur [Samen des Widerstands], 1979
- Adhure Gyan Aur Kalpanik Vishwas Par Himalaya Se Chherkhani Ghatak [Das Element der Manipulation des Himalaya basierend auf mangelndem Wissen und imaginärem Glauben]
- Future of Large Projects in the Himalaya, Cornell University (Hrsg.), Pahar, 1992

## Auszeichnungen
- 1982: Ramon Magsaysay Award[9]
- 2005: Padma Bhushan[10]
- 2013: Gandhi-Friedenspreis[11]
- 2016: Award for Human Excellence des Sri Sathya Sai Lok Seva Trust[12]
- 2017/2018/2019: Indira Gandhi Award for National Integration[13]